# Hicham Hamdouchi
Cet article utilise la notation algébrique pour décrire des coups du jeu d'échecs.
Hicham Hamdouchi, né à Tanger le 8 octobre 1972, est un joueur d'échecs marocain (toutefois affilié à la fédération  française d'avril 2009 à septembre 2016), grand maître international depuis 1994.

## Carrière
Après avoir précocement commencé à jouer aux échecs, Hicham Hamdouchi crée la surprise en remportant le tournoi de Tanger en 1986 auquel participaient les meilleurs joueurs marocains à peine un an après qu'il eut appris à jouer, termine, en 1988, pour son premier tournoi majeur (celui de Casablanca) à une place d'honneur, avant de cumuler les titres juniors et seniors de Champion du Maroc, les premiers d'une longue série puisque Hicham Hamdouchi décrochera par la suite le titre national en 1989, 1992, 1993, 1994, 1995, 1997, 2001, 2002, 2003 et 2004.
Il s'impose alors comme le leader incontesté de la sélection marocaine durant les années 1990 et 2000.
En 1990, après une nulle remarquée face au grand maître international suisse Viktor Kortchnoï, il décide, pour poursuivre sa progression, de participer aux tournois européens, et s'installe en 1993 en France, à Montpellier, où, en parallèle à sa carrière échiquéenne, il entame des études d'économie.
Il obtient en 1994 le rang de grand maître international, s'adjuge ensuite plusieurs tournois majeurs (le Master de Casablanca en 1994, le championnat arabe en 1995 (titre déjà obtenu en 1988 et 1993), le festival du tourisme du Caire en 1998, l'open de Montpellier et le championnat d'Afrique en 2001, l'open de Nice et celui de Belfort en 2002, le Trophée international Mohammed VI en 2004, le tournoi international de Sabadell en 2005, l'open du roi René et celui du Jura en 2006 ; l'open de Saint-Affrique et celui d'Armilla en 2007, l'open de Genève en 2008, le festival international des jeux de Cannes (ex æquo avec Christian Bauer) et le championnat d'Afrique en 2009), et s'offre quelques victoires de prestige, notamment face à Joël Lautier (en 1995) et Anatoli Karpov (à Bordeaux en 2005). En 2004, il atteint les 32e de finale au Championnat du monde FIDE, où il s'incline devant le grand maître anglais Michael Adams.
En avril 2009, il choisit d'être affilié à la fédération française et de figurer sur la liste française du classement Elo. Il participe au Championnat de France en août 2009, et s'y classe quatrième, derrière Vladislav Tkachiev, Maxime Vachier-Lagrave et Laurent Fressinet. 
Au 1er janvier 2011, Hicham Hamdouchi est le 9e joueur français avec un classement Elo de 2 592 points.
Le 23 août 2013, il remporte le titre de champion de France, après un match de départage contre Jean-Marc Degraeve.
En 2013 il fait partie de l'équipe de France qui termine vice-championne d'Europe d'Échecs par équipe à Varsovie.
Depuis septembre 2016, Hicham Hamdouchi est affilié à la fédération marocaine.

## Vie privée
Il est marié à la joueuse d'échecs Adina-Maria Hamdouchi, grand maître international féminin classé à 2 308 points Elo.

## Une partie
Hicham Hamdouchi-Joël Lautier, Le Cap d'Agde, 1994
1. e4 c5 2. Cf3 e6 3. d4 cxd4 4. Cxd4 Cc6 5. Cc3 Dc7 6. g3 a6 7. Fg2 Cf6 8. 0-0 Fe7 9. Fe3 0-0 10. f4 d6 11. Rh1 Tb8 12. a4 Te8 13. e5!? Cxd4 14. Fxd4 Cd7 15. Dg4 dxe5 16. fxe5 Fc5? (16...Tf8) 17. Cd5!! exd5 18. Txf7! Ff8 19. Fxd5 Rh8 20. Taf1 Dd8 21. Df3! Fe7 22. Txg7! Rxg7 23. Df7+ Rh6 24. h4!? (24. Fe3+ Fg5 25. Tf4!) 24...Fg5 25. hxg5+ Dxg5 26. Dxe8 Dxg3 27. De6+ Dg6 28. Fe3 1-0.